# Charles Honoré
Charles-Honoré Rémy dit Charles Honoré ou Honoré (Mennecy, 16 mars 1793 - Paris, 13 mars 1858) est un auteur dramatique français.

## Biographie
Acteur comique, ses pièces ont été représentées sur les plus grandes scènes parisiennes du XIXe siècle : Théâtre des Folies-Dramatiques, Théâtre de la Porte-Saint-Martin, Théâtre des Délassements-Comiques etc.

## Œuvres
- M. Terre-à-terre, ou l'Aérien de la rue Fondaudège, et l'Hercule du cours Tourny, folie épisodique en 1 acte, mêlée de couplets, 1819
- Le Gascon à trois visages, folie-parade, mêlée de vaudevilles, avec Gabriel de Lurieu, 1823
- Le Château vert et la réserve, ou la Bouillabaisse et les oursins, promenade par terre et par mer, mêlée de couplets, 1825
- Bonardin dans la lune, ou la Monomanie astronomique, folie en 1 acte, 1830
- Le Te Deum et le Tocsin, ou la Route de Rouen, vaudeville en 1 acte, avec Antoine Jean-Baptiste Simonnin, 1830
- Le Lendemain de la fin du monde, ou la Comète de 1832, folie en 3 actes, mêlée de couplets, avec Théophile Marion Dumersan, 1831
- La Fille de l'air dans son ménage, vaudeville-féerie en 1 acte, avec Michel Delaporte, 1837
- La Sonnette et le Paravent, ou le Médecin sans médecine, comédie en 1 acte, mêlée de couplets, 1837
- Trois gobe-mouches, folie-vaudeville en 1 acte, 1839
- L'Assassin par humanité, ou le Drame à l'envers, innovation tragi-bouffonne, 1841
- Une morale au cabaret, ou Qui a bu boira, proverbe mêlé de couplets, 1846
- Une mauvaise nuit est bientôt passée, comédie-proverbe en 1 acte, 1849
- L'Île des bêtises, vaudeville-revue de 1849, en 3 actes et 5 tableaux, avec Delaporte, 1850
- Une allumette entre deux feux, vaudeville en 1 acte, 1852
- Un papa charmant, comédie-vaudeville en 2 actes, 1852
- Une femme qui s'ennuie, vaudeville en 3 actes, 1854
- Aide-toi, le ciel t'aidera, vaudeville en un acte, 1855
- Une action d'éclat, vaudeville en 1 acte, 1855
- Les Domestiques de Paris, vaudeville en 2 actes, 1855
- Masque et Visage, vaudeville en 1 acte, 1856
- Les Petits Péchés de la grand'maman, vaudeville en 1 acte, 1858